# Гелдроп
Гелдроп (на нидерландски: Geldrop) е селище в южна Нидерландия, част от община Гелдроп-Мирло на провинция Северен Брабант. Населението му е около 28 000 души (2000).
Разположено е на 11 метра надморска височина в Делтата на Рейн-Маас-Схелде, на 6 километра източно от центъра на Айндховен и на 14 километра северно от границата с Белгия. Споменава се за първи път през 1296 година, а до 2004 година е самостоятелна община.

## Известни личности
Родени в Гелдорп
- Гуидо Имбенс (р. 1963), икономист